# 圣彼得主教座堂 (包岑)
圣彼得主教座堂（Dom St. Petri）是德国萨克森州包岑的一个跨教派教堂。它是德国最古老的和最大的此类教堂，坐落在广场坐落在老城区的心脏地带，是该市主要的旅游景点。

## 历史
该堂创建于公元1000年前后。临近13世纪初，建成第一座大教堂。目前的教堂建于1456-1463年，原为哥特式，但在改建后结合了几种不同的建筑风格，其中最突出的是哥特式和巴洛克式。1664年增加了巴洛克圆顶。 
1523年，福音路德派开始在教堂布道。1530年以来，天主教和路德宗共享这座教堂，用4米高的屏风隔开。1567年罗马教廷设立迈森监牧区，座堂设于包岑圣彼得堂。1921年6月24日，本笃十五世颁布诏书将迈森监牧区升格为迈森教区，以圣彼得堂为主教座堂。1980年，教区所在地迁至德累斯顿宫廷主教座堂，导致教区改名为德累斯顿-迈森教区，圣彼得堂成为共同主教座堂。